# 고은정 (성우)
고은정(高恩晶, 본명: 고흥숙(高興淑), 1936년 2월 1일 ~ )은 대한민국의 성우, 탤런트, 영화 배우이다. 1954년 KBS 1기 공채 성우로 데뷔하였다. 본관은 제주이며 그의 남동생인 고흥길은 3선 국회의원을 역임했다. 1973년에는 구민과 함께 한국방송대상 성우상을 공동 수상했다.

## 출연 작품

### 애니메이션 영화
- 《호피와 차돌바위》 - 곤이

### 영화
- 《로마의 휴일》 (1974년 더빙판, KBS)
- 《별들의 고향》 (KBS)

### 방송
- 《KBS 뉴스 9》 (KBS)

### 해설
- 《금요기획》 (KBS)

## 역대 선거 결과
| 실시년도 | 선거  | 대수 | 직책     | 선거구   | 정당         | 득표수      | 득표율         | 순위          | 당락 | 비고      |
| -------- | ----- | ---- | -------- | -------- | ------------ | ----------- | -------------- | ------------- | ---- | --------- |
| 1996년   | 총선  | 15대 | 국회의원 | 비례대표 | 자유민주연합 | 3,178,474표 | \| \| 16.2% \| | 비례대표 18번 | 낙선 | 승계 불능 |
|          | 16.2% |      |          |          |              |             |                |               |      |           |

## 같이 보기
- 한국방송 성우극회